# Kirstine Meyer
Kirstine Bjerrum Meyer, née le 12 octobre 1861 et morte le 28 septembre 1941, est une physicienne danoise. 

## Carrière
En 1893, elle crée la première école mixte au Danemark. Elle est professeur dans le secondaire pendant de nombreuses années, travaillant en même temps à la recherche en physique.
Elle a remporte la médaille d'or de l'Académie royale danoise des sciences et des lettres en 1899, pour son étude sur l'existence d'une équation générale d'état pour tous les corps fluides, papier intitulé Om overensstemmende Tilstande hos Stofferne. Elle reçoit son doctorat en physique de l'université de Copenhague en 1909, devenant ainsi la première femme danoise à obtenir un doctorat en sciences naturelles,. Sa thèse, Temperaturbegrebets Udvikling gennem Tiderne (« Le Développement du concept de température à travers le temps »), est une étude de l'histoire de la notion de température.
En 1902, Kristine Meyer fonde Fysisk Tidsskrift, le journal danois de physique. Elle en est la rédactrice en chef pendant une dizaine d'années. 
En 1925, elle reçoit le Tagea Brandt Rejselegat. 
L'astéroïde (7559) Kirstinemeyer a été nommé en son honneur par Poul Jensen Brorfelde le 14 novembre 1985. 

## Famille
Elle est la sœur de l'ophtalmologiste Jannik Petersen Bjerrum.